# Kossatuchino
Kossatuchino (russisch Косатухино, deutsch Barsen und Sollecken, litauisch Barsai und Zaliekai) ist ein Ort in der russischen Oblast Kaliningrad (Gebiet Königsberg (Preußen)). Er ist in zwei ehemals selbständige Ortsteile aufgegliedert und gehört zur Pogranitschnoje selskoje posselenije (Landgemeinde Pogranitschny (Hermsdorf)) im Rajon Bagrationowsk (Kreis Preußisch Eylau).

## Geographische Lage
Kossatuchino liegt 28 Kilometer nordöstlich der früheren Kreisstadt Mamonowo (Heiligenbeil) am südlichen Ufer des Flüsschens Frisching (russisch: Prochladnaja), das hier die Grenze zum Rajon Gurjewsk (Kreis Neuhausen) bildet. Die Bahnlinie von Kaliningrad (Königsberg) nach Mamonowo zur Weiterfahrt nach Polen (ehemalige Preußische Ostbahn) verläuft im Norden, die nächste Bahnstation ist Swetloje (Kobbelbude) bzw. der Haltepunkt O.p. 1305 km (Ostanówotschny punkt) der Elektritschka. Eine Nebenstraße von Swetloje (Kobbelbude) unweit der russischen Fernstraße 27A-002 (frühere russische R 516, ehemalige deutsche Reichsautobahn Berlin–Königsberg „Berlinka“) nach Nowo-Moskowskoje (Poplitten) und weiter bis Uschakowo (Brandenburg am Frischen Haff) führt durch den Ort.

## Geschichte

### Bis 1945

#### Kossatuchino/Barsen
Der früher Barsen (um 1425 Bersen, vor 1426 Parssen Villa, vor 1634 Baarsen, vor 1684 Baarßen) genannte Ortsteil Kossatuchinos bestand vor 1945 aus mittelgroßen Höfen und einer Windmühle. Seine erste Erwähnung reicht bis in das Jahr 1425 zurück. Zwischen 1874 und 1945 gehörte das Dorf zum Amtsbezirk Pörschken im Landkreis Heiligenbeil in Regierungsbezirk Königsberg der preußischen Provinz Ostpreußen.
Im Jahre 1910 zählte Barsen 63 Einwohner. Ihre Zahl stieg bis 1933 auf 100 und betrug 1939 noch 90.
Infolge des Zweiten Weltkrieges kam Barsen mit dem nördlichen Ostpreußen im Jahre 1945 zur Sowjetunion und erhielt 1950 den russischen Namen „Kossatuchino“.

#### Kossatuchino (Nischneje)/Sollecken
Sollecken (vor 1407 Solicken, vor 1785 Sollicken, vor 1820 Söllecken) wurde 1407 erstmals erwähnt. Es war ein kleines Dorf, das 1874 bis 1945 zum Amtsbezirk Pörschken im Landkreis Heiligenbeil im Regierungsbezirk Königsberg der preußischen Provinz Ostpreußen gehörte. In Sollecken lebten im Jahre 1910 89 Einwohner.
Am 30. September 1928 wurde der benachbarte Gutsbezirk Kämmershöfen mit seinem Vorwerk Korschelken nach Sollecken eingemeindet. Bis 1933 verdoppelte sich die Zahl der Einwohner auf 182 und betrug 1939 noch 179.
Sollecken teilte 1945 das Schicksal der vielen Gemeinden im nördlichen Ostpreußen und wurde in die Sowjetunion eingegliedert. Das Dorf 1950 erhielt die russische Bezeichnung „Nischneje“.

### Seit 1946
Die ehemals Barsen und Sollecken genannten Dörfer waren bis 2009 als Kossatuchino bzw. Nischneje in den Kornewski selski sowjet (Dorfsowjet Kornewo (Zinten)) eingegliedert und „wechselte“ so auch vom Landkreis Heiligenbeil in den Rajon Bagrationowsk (Kreis Preußisch Eylau). Seit 1993 gehört Nischneje zur Nachbargemeinde Kossatuchino, deren Namen es seither trägt. Das so vereinte Kossatuchino ist seit 2009 aufgrund einer Struktur- und Verwaltungsreform eine als „Siedlung“ (russisch: possjolok) eingestufte Ortschaft innerhalb der Pogranitschnoje selskoje posselenije (Landgemeinde Pogranitschny (Hermsdorf)) mit Sitz in Sowchosnoje (Rippen).

## Kirche
Die Bevölkerung Barsens und Solleckens war vor 1945 fast ausschließlich evangelischer Konfession. Die Dörfer waren beide in das Kirchspiel der Kirche Pörschken eingepfarrt, das zum Kirchenkreis Heiligenbeil (heute russisch: Mamonowo) in der Kirchenprovinz Ostpreußen der Kirche der Altpreußischen Union gehörte. Letzter deutscher Geistlicher war Pfarrer Bruno Link.
Heute liegt Kossatuchino im Einzugsbereich der in den 1990er Jahren neu entstandenen evangelisch-lutherischen Gemeinde in Nowo-Moskowskoje (Poplitten). Sie ist eine Filialgemeinde der Auferstehungskirche in Kaliningrad (Königsberg) innerhalb der Propstei Kaliningrad der Evangelisch-lutherischen Kirche Europäisches Russland (ELKER).